# 让-皮埃尔·斯托克
让-皮埃尔·斯托克（法語：Jean-Pierre Stock，1900年4月5日—1950年10月2日），法国男子赛艇运动员。他曾代表法国参加1924年夏季奥林匹克运动会赛艇比赛，获得男子双人双桨银牌。